# Peter van Mensch
Pour les articles homonymes, voir Mensch.
Peter van Mensch né le 7 juin 1947, à Gouda, aux Pays-Bas, est un muséologue néerlandais, maître de conférences et ancien président de l'ICOFOM, le Comité international pour la muséologie de l'ICOM.

## Carrière
Diplômé de l'Université d'Amsterdam en zoologie et en archéologie, Peter van Mensch a fait une première carrière dans le domaine de l'archéologie, tout d'abord à la Government Agency for Field Archaeology, puis à l'Université d'Amsterdam. Il décida plus tard de se consacrer à la muséologie, et commença dès 1967 à travailler dans plusieurs musées d'histoire, d'arts décoratifs et d'histoire naturelle aux Pays-Bas. 
Entre 1977 et 1982, il fut chef du département des programmes éducatifs et des expositions, au Museum national d'Histoire naturelle de Leiden. En 1982, il devint maître de conférences en théorie de la muséologie et éthique du musée, à la Reinwardt Academy, au sein de laquelle il dirigea plus tard le programme du master international de muséologie (1998 – 2001 et 2005 – 2010), créé en 1994. En 1992, il soutint sa thèse de Doctorat 
à l'Université de Zagreb, sous la direction d'Ivo Maroevic. En 2006, il fut le premier professeur d'histoire du patrimoine nommé à l'École des Beaux-arts d'Amsterdam. 
Il fut par ailleurs un membre actif, au sein de l'ICOM, du Comité international pour l'éducation et l'action culturelle (CECA), du Comité international pour la formation du personnel (ICTOP) et du Comité international pour la muséologie (ICOFOM), dont il a été le président entre 1989 et 1993, succédant ainsi à Vinos Sofka. 
Il a en outre participé en 2010 à la création du Comité international pour le développement des collections (COMCOL). Il fut enfin régulièrement invité à intervenir en tant que conférencier dans de nombreux programmes internationaux de muséologie, notamment à l'Université de Sao Paulo (Brésil), à l'Université d'Été de Brno (République Tchèque), à la Baltic Museology School (Lituanie), et à l'École de Muséologie de Celje (Slovénie). 

## Influences
Peter Van Mensch est directement influencé par la muséologie de l'est, et plus particulièrement par la pensée de Zbyněk Zbyslav Stránský, qui a fondé en 1987 une école internationale de muséologie à Brno et qui définit la muséologie comme une "approche spécifique de l'homme à la réalité" qui constitue une science de l'information pouvant exister indépendamment du musée. Peter van Mensch tente notamment de répondre dans son travail à cinq problématiques formulées par Zbynĕk Stránský, qui constituent selon lui "les pierres de construction du paradigme de la discipline":chap 2". Il s'agit premièrement de déterminer si la muséologie possède un objet de connaissance spécifique, et si elle est dotée d'un langage propre. On doit ensuite se demander si une méthodologie particulière peut lui être rattachée, si elle a son propre système scientifique et enfin, si elle peut être intégrée au domaine des sciences.
La plupart des muséologues ayant contribué au développement théorique et pratique de la discipline jusqu'en 1992 sont également mentionnés dans sa thèse, et contribuèrent indiscutablement à forger sa pensée. À titre d'exemples, il se réfère souvent au muséologue polonais Wojciech Gluzinski, aux Croates Tomislav Sladojević Šola et Ivo Maroevic ou encore aux Français Georges Henri Rivière et André Desvallées. Il cite enfin régulièrement dans son travail les deux premiers présidents de l'ICOFOM, qui furent ses prédécesseurs, à savoir Jan Jelinek et Vinos Sofka.

## Travaux
Auteur de plus d'une centaine d'articles, pour la plupart en anglais, Peter van Mensch est l'un des théoriciens de la muséologie les plus reconnus à l'échelle internationale. Dans les dernières décennies du XXe siècle, il a développé ses idées dans une perspective de professionnalisation de cette discipline universitaire en devenir. Dans la mesure où il lui revendique un statut académique, son travail tend à justifier cette prise de position et à réfléchir à ce qui distingue la muséologie des autres disciplines. Dans sa thèse de doctorat, il s'intéresse au développement scientifique des théories de la muséologie et synthétise les différents courants de la discipline à l'Est comme à l'Ouest. Il y élabore également de nouveaux concepts de base et émet des propositions théoriques nouvelles. Ce travail est encore aujourd'hui considéré comme un ouvrage de référence qui constitue une synthèse des différents aspects de la muséologie jusqu'à la fin du XXe siècle, tout en rassemblant les principales théories développées par l'auteur tout au long de sa carrière:p. 29. 

### La muséologie comme discipline académique
Une grande partie du travail de Peter Van Mensch est orientée dans le but de démontrer que la muséologie doit être intégrée au domaine des sciences et considérée comme une discipline académique ayant son propre objet de recherche, à savoir le champ muséal.  Selon lui, elle doit être étudiée comme telle à travers ses activités, qui se développent en fonction des besoins de la société:chap 2, et parce qu'elle constitue un domaine autonome ayant ses propres caractéristiques. Il rejoint ainsi les idées d'Ivo Maroevic qui a montré qu'il était "possible d'utiliser le terme Museologie pour désigner une science qui transcende l'institution que l'on appelle musée".
Selon Peter van Mensch, l'existence d'un langage spécifique constitue l'un des critères qui fondent la muséologie comme discipline académique. Il a ainsi publié un dictionnaire des termes muséologiques néerlandais (Museologisch woordenboek, 1983) et consacré une partie de sa thèse à la terminologie en muséologie:chap 8. Il estime en outre que le développement de la muséologie en tant que discipline académique est étroitement lié à la question de la professionnalisation, et interroge ainsi régulièrement dans ses travaux sa spécificité en tant que profession. Les muséologues professionnels ne peuvent pas se contenter, selon lui, de leurs diplômes en histoire de l'art, en archéologie ou en zoologie, car la muséologie nécessite d'autres qualifications et doit s'appuyer sur une formation spécifique. Entre 1989 et 1993, il s'est ainsi attaché à renforcer les liens entre le Comité international pour la muséologie (ICOFOM), dont il était alors président, et le Comité international pour la formation du personnel (ICTOP).

### Vers une méthodologie de la muséologie
Si la muséologie exploite des méthodes et des techniques développées et mises en œuvre pour d'autres disciplines, Peter van Mensch estime qu'elle doit en outre élaborer une méthodologie spécifique:p. 21. Il propose de fonder cette dernière sur trois paramètres de base, en insistant sur leur interrelation:chap 11 : 
- le patrimoine culturel et naturel
- les institutions muséales
- la société

Ces paramètres sont fondés sur un compromis entre ceux qui sont habituellement adoptés dans le cadre de la muséologie traditionnelle (la collection, le musée et le public) et ceux qui sont revendiqués par la nouvelle muséologie (le patrimoine, le territoire et la population).

Ces trois paramètres de bases, auxquels il ajoute les fonctions de base du musée, constituent différents niveaux de compréhension muséologique qui peuvent être schématisés par des sphères imbriquées.

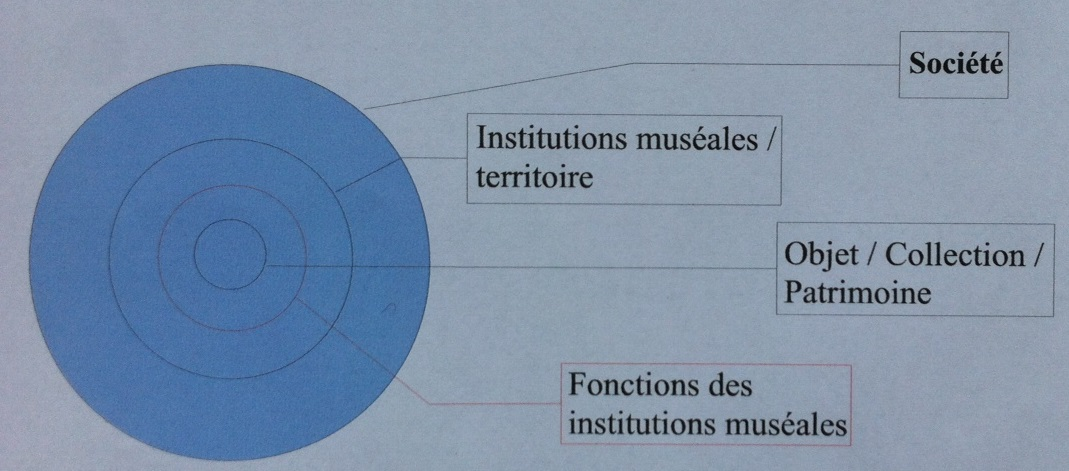
Les quatre niveaux de compréhension muséologique selon Peter van Mensch

Dans ce schéma qui s'inspire d'une métaphore du système solaire utilisée en 1988 par le muséologue Croate Tomislav Sladojević Šola, la collection se situe à l'emplacement du soleil, c'est-à-dire au centre des préoccupations de la muséologie. Or, comme le signale Peter Van Mensch, cette hiérarchisation des paramètres est inversée dans la conception de la nouvelle muséologie, selon laquelle la méthodologie muséologique se fonde avant tout sur les besoins de la société. De manière générale, ce sont les attentes du public qui se trouvent aujourd'hui au centre de la démarche muséale:p.71. 

### Les fonctions fondamentales du musée
Peter Van Mensch a également travaillé à la définition des fonctions de base du musée, qui constituent selon lui, l'un des principaux niveaux de compréhension de la muséologie. Il souhaite s'écarter du modèle de Joseph Veach Noble "Acquisition, Conservation, Étude, interprétation et exposition", et réduit les principales tâches du musée à trois domaines fonctionnels de base, en adoptant le modèle PRC, pour "Preservation" (conservation), "Research" (étude) et "Communication" (communication):chap 17. La notion de "preservation" comprend les tâches de collecte, de documentation, de conservation, et de gestion des collections, tandis que la communication concerne le partage des connaissances et des expériences, englobant les expositions, les activités éducatives, les événements et les  publications:p.70. Ce modèle ne comporte aucune hiérarchie entre les différentes fonctions, qui sont placées à égalité dans un système d'interrelations.

### La muséologie: une approche spécifique du réel
S'inspirant des théories de Zbyněk Zbyslav Stránský, Peter Van Mensch considère que la valeur documentaire des objets patrimonialisés est la pierre angulaire de la méthodologie en muséologie:chap 12. En entrant dans le contexte muséal, l'objet devient un support de données et, à ce titre, une source de connaissances:chap 16-17. C'est cette valeur spécifique des objets de musée qui justifie, selon lui, l'intégration de la muséologie parmi les sciences de l'information. Il définit ainsi le musée comme un système de communication lié à l'investigation du réel, attirant néanmoins l'attention sur le fait que les objets de musée, que Zbynĕk Stránský avait proposé de nommer "musealia", documentent le réel mais ne sont pas la réalité, dans la mesure où ils ont été modifiés par un processus de "muséalisation". Il cite à ce titre la fameuse phrase de Kenneth Hudson, "un tigre empaillé dans un musée est un tigre empaillé dans un musée, pas un tigre", qui souligne que le musée n'est qu'un substitut de la réalité, et non la réalité elle-même. En entrant au musée, les objets perdent en effet leur valeur d'usage mais gagnent une valeur représentationnelle et documentaire que le muséologue peut exploiter. Ainsi, la muséologie ne consiste pas, selon lui, à étudier directement la réalité à travers ses témoins matériels, mais à comprendre la manière dont celle-ci est documentée et perçue à travers les musealia. Cette logique ne s'applique pas seulement aux objets mais également aux espaces muséalisés. Dans le cas, par exemple, d'une demeure historique transformée en musée, il ne s'agit jamais de "la maison où quelque chose s'est produit et où quelqu'un a vécu" mais de la "représentation de la maison où quelque chose est arrivé et où quelqu'un a vécu".

### Les trois contextes de base des "vraies choses"
Peter Van Mensch a par ailleurs distingué trois contextes dans lesquels se trouvent les "vraies choses" ("the real things") c'est-à-dire les objets authentiques susceptibles d'être patrimonialisés : le contexte primaire, le contexte secondaire et le contexte muséal ou patrimonial (museological context):chap 15. Le contexte primaire est l'environnement naturel dans lequel les objets ou les animaux sont prélevés pour devenir des musealia. Les objets y ont une valeur d'usage et sont fonctionnels. Le contexte secondaire est celui dans lequel les objets perdent leur valeur d'usage pour être mis au rebut dans une déchèterie par exemple. Ils sont abandonnés quelque part ou enterrés et peuvent constituer ensuite un support d'étude aux archéologues. Le contexte patrimonial est enfin le cadre dans lequel un objet peut se retrouver après avoir été prélevé dans le contexte primaire ou secondaire. Il est alors placé dans un lieu adéquat, par exemple un musée, afin d'être préservé et étudié. Son ancienne valeur d'usage est alors remplacée par une valeur documentaire, qui confère à l'objet le nouveau statut de musealia. C'est ce processus que Peter Van Mensch appelle la « muséalisation » ou la « muséalité ».

### Articles de Peter van Mensch dans les ICOFOM study series
- Peter van Mensch, « Society – object – museology », ICOFOM study series, no 6,‎ 1984, p. 18-23

- Peter van Mensch, « Towards a typology of copies », ICOFOM study series, no 8,‎ 1985, p. 123-126

- Peter van Mensch, « Museology and identity », ICOFOM study series, no 10,‎ 1986, p. 201-209

- Peter van Mensch, « Museology and identity », ICOFOM study series, no 11,‎ 1986, p. 37-40

- Peter van Mensch, « Musées en mouvement. Point de vue dynamique et provocateur sur l'inter-relation muséologie-musée », ICOFOM study series, no 12,‎ 1987, p. 25-28

- Peter van Mensch, « Museologist in a train to Helsinski. First attempt to analyse their discussion », ICOFOM study series, no 13,‎ 1987, p. 47-51

- Peter van Mensch, « Museology and developing countries – help or manipulation? », ICOFOM study series, no 14,‎ 1988, p. 182-186

- Peter van Mensch, « Museological research », ICOFOM study series, no 21,‎ 1992, p. 19-33

- Peter van Mensch, « Towards museums for a new century », ICOFOM study series, no 22,‎ 1993, p. 15-18

- Peter van Mensch, « ICOFOM and the basic parameters in museology », ICOFOM study series, no 22,‎ 1993, p. 101-102

- Peter van Mensch, « Master the art of museum studies in Amsterdam », ICOFOM study series, no 22,‎ 1993, p. 117-118

- Peter van Mensch, « Towards a methodology of museology », ICOFOM study series, no 23,‎ 1994, p. 59-69

- Peter van Mensch, « Magpies on Mount Helicon », ICOFOM study series, no 25,‎ 1995, p. 131-136

- Peter van Mensch, « Methodology of museology and professional training », ICOFOM study series, no 1,‎ 1996, p. 81-96

- Peter van Mensch, « Museology as a profession », ICOFOM study series, no 8,‎ 2000, p. 20-21